# Fredrik von Dardel
Fredrik Elias August von Dardel, född 28 augusti 1885 i Bettna församling i Södermanlands län, död 12 februari 1979 i Danderyds församling i Stockholms län, var en svensk jurist och ämbetsman.
Fredrik von Dardel var son till godsägaren Fritz von Dardel huvudman i adelsätten von Dardel och Matilda Norlin samt bror till konstnären Nils Dardel och sonson till Fritz von Dardel. Efter studentexamen läste han juridik i Uppsala och blev juris kandidat där 1908. Han blev sekreterare vid fångvårdsstyrelsen 1918 där han hade varit tillförordnad sedan 1915, byråchef medicinalstyrelsen 1930 där han hade varit tillförordnad sedan 1918, sjukhusdirektör vid Karolinska sjukhuset i Stockholm 1939, överdirektör där 1940–1950.
Han var styrelseledamot i Société financiére suisse & scandinave 1924–1932, ledamot av 1933 års upphandlarsakkunnige, ordförande i 1939 års verksläkarutredning, ledamot av 1939 års läkarintygssakkunnige, sekreterare i överstyrelsen för Konung Oscar II:s jubileumsfond från 1936, ledamot från 1942, styrelseledamot i Gustaf V:s 80-årsfond från 1941 och medlem i statens krisrevision 1941–1943. Han var kommendör av Nordstjärneorden (KNO) och Vasaorden (KVO).
Han gifte sig 1918 med Maj Wising (1891–1979), änka efter Raoul Wallenberg (den äldre) samt dotter till läkaren, professor Per Johan Wising och Sophie Benedicks. I familjen fanns sonen Guy von Dardel (född 1919) och Nina Lagergren (född 1921) samt styvsonen Raoul Wallenberg (född 1912), som föddes tre månader efter sin fars död.
Han är begravd i Dardelska familjegraven på Norra begravningsplatsen i Stockholm tillsammans med en rad släktingar.